# Роздвоєння (Доктор Хаус)
«Роздвоєння» (англ. House Divided)  — двадцять друга серія п'ятого сезону американського телесеріалу «Доктор Хаус». Прем'єра епізоду проходила на каналі FOX 27 квітня 2009. Доктор Хаус і його нова команда мають врятувати глухого хлопця, якому подобається так жити.

## Сюжет
Під час бою глухий Сет починає чути дуже високі звуки у голові, від чого починає кричати. Хаус, який продовжує бачити Ембер у своїх галюцинаціях, вважає, що у пацієнта був скроневий напад. Він наказує помістити хлопця у ЕЕГ лабораторію. Під час процедури у Сета зникає зір у правому оці. Хаус починає втрачати розум і команда робить ангіограму. Ембер радить Хаусу дати хлопцю "послухати музику". Хаус приносить у палату магнітофон і кладе його на груди пацієнту. Через свою маму він каже, що відчуває вібрації животом, але не відчуває їх руками. Хаус розуміє, що це новий симптом — невропатія. Форман думає, що у хлопця підвищений тиску у мозку через пухлину, а Хаус вважає, що глухота могла б стати ще одним симптомом. Він наказує зробити МРТ, але воно нічого не показує.
Тоді Хаус порівнює новий знімок зі старим знімком, який був зроблений 4 роки тому. На ньому Хаус помічає можливий нейрофіброматоз і наказує зробити біопсію мозку. Результат підтверджує підвищений тиск, але не підтверджує пухлину. Хаус без дозволу пацієнта наказує Чейзу поставити кохлеарний імплантат, який дасть хлопцю змогу чути. Мати пацієнта хоче, щоб її сину вийняли імплантат коли він стане стабільним. Кадді відсторонює Хауса від справи і Форман стає головним, а у Сета підвищується температура. Тринадцята вважає, що у Сета хвороба Епштейна-Бара, Форман наказує почати лікування. Невдовзі у Сета починається неконтрольоване сечовипускання. Ембер підказує Хаусу, що у пацієнта проблеми із серцем і той наказує провести запис 12-канальної ЕКГ у продовж 4 годин, Форман погоджується з ним. Результати показують, що серце в нормі, але Хаус і Ембер вважають, що аритмія ховається. Форман не дає згоду на викликання стресу у Сета, але невдовзі хлопець самостійно видаляє із себе імплантат і команда помічає аритмію.
Ембер підказує Хаусу, що коли Сету ставало гірше, він кожен раз був під лампами. Це вказує на розсіяний склероз і команда починає лікування. Пацієнту стає краще, а ввечері команда відвідує парубоцьку вечірку для Чейза. Ембер наполягала, щоб там була присутня стриптизерша з весілля Вілсона і Хаус запрошує Карамель. Чейз злизує з її живота випивку і у нього починається анафілактичний шок. Хаус знав, що дівчина користується полуничною олією для тіла, на яку у Чейза алергія. Він розуміє, що Ембер, а значить і він сам, хотіли вбити Чейза. Невдовзі у пацієнта починають відмовляти легені і його підключають до апарату штучного дихання. Ембер підказує Хаусу, що у хлопця еозинофільна пневмонія, але Хаус більше не вірить їй і каже команді, що це не еозинофільна пневмонія та відмовляється від справи. Проте команді здається, що ця версія правильна. Під час цієї хвороби у хворих повинні бути хрипи, але Сет не розмовляв, тому їх не можна було помітити. Команда просить його поговорити, але хрипів і справді не чути. Проте Форман помічає на зубах Сета залишки тютюну. Хлопець каже, що їв його для схуднення і Форман розуміє, що коли він перестав його вживати, то організм активізував латентний процес. А це вказує на саркоїдоз і команда починає лікування.